# گربه‌کوسه دم‌باریک
گربه‌کوسه دم‌باریک (نام علمی: Schroederichthys maculatus) نام یک گونه از سرده گربه‌کوسه‌های اشرودر است.